# Amédée-Louis Hettich
Amédée-Louis Hettich, dit Amédée Landely Hettich et plus tard Amédée de Hettich, né le 5 février 1856 à Nantes et mort le 6 avril 1937 à Paris, est un poète, chanteur, journaliste, professeur de musique et musicologue français.

## Biographie
Amédée-Louis Hettich nait à Nantes, le 5 février 1856.
Il effectue ses études de chant dans la classe de Jean-Jacques Masset.
Il veut épouser en 1881 la compositrice Mel Bonis, alors qu'ils sont étudiants au Conservatoire de Paris, mais la famille de la compositrice désapprouve cette union. Il épouse alors une harpiste d'origine polonaise, Françoise Brabovski. Mel Bonis emménage avec la famille Domange au 60 rue Monceau, au cœur du quartier de l'Europe, dans le 8e arrondissement de Paris, en 1898. Elle retrouve alors Amédée-Louis Hettich. Ils ont une fille, Madeleine, qui nait le 7 septembre en secret. 1899. Le père ne la reconnait qu'en 1912 alors qu'il est devenu veuf.
En 1883, le 3 décembre, Amédée-Louis Hettich interprète l'une des mélodies de Mel Bonis, Sur la plage !, dont il a écrit le texte. La soirée se passe chez M. A. Blanc, qui serait potentiellement le compositeur Adolphe Blanc.
En tant que poète, il est la muse de Mel Bonis. En tant que critique musical, il écrit pour L'Art musical. On lui doit des critiques des Pêcheurs de perles de Georges Bizet, I Puritani de Vincenzo Bellini, Esclarmonde de Jules Massenet, Mireille de Charles Gounod, Lucia di Lammermoor de Gaetano Donizetti, Dimitri de Victorin de Joncières, Ascanio de Camille Saint-Saëns, Dante de Benjamin Godard, Le Rêve d'Alfred Bruneau, Sigurd d'Ernest Reyer… Il propose aussi une adaptation en français des paroles de la chanson d'amour napolitaine 'O sole mio, chantée notamment par Tino Rossi.
Hettich a enseigné comme professeur de chant au Conservatoire de Paris. Parmi ses élèves figuraient Madeleine Grey, Charles Panzéra, Arthur Endrèze et Erling Krogh (en).
Hettich a réalisé une collection, les "Airs classiques", traduisant en Français les grands airs classiques de Haendel, Mozart, Lully, Weber et des maitres italiens. Les 12 volumes, commencés chez Baudoux en 1899, ont été publiés chez Rouart et Lerolle entre 1905 et 1932. 
En 1906, Amédée-Landely Hettich a commencé et publié un projet de vocalises-études en plusieurs volumes. Ce projet s'est étalé sur une période de près de 30 ans et a rassemblé plus de 150 œuvres de compositeurs et compositrices.
Il est fait chevalier de la Légion d'Honneur en 1922.
Il meurt le 6 avril 1937 à Paris,, dix-huit jours après Mel Bonis.

## Œuvres
- Vers à chanter, 1899.